# Franck Spadone
Pour plus de détails, voir Fiche technique et Distribution.
Franck Spadone est un film français réalisé par Richard Bean et sorti en 2000.

## Fiche technique
- Titre : Franck Spadone
- Réalisation : Richard Bean
- Scénario : Richard Bean et Sophie Feldman
- Photographie : Philippe Van Leeuw
- Costumes : Julie Mauduech
- Décors : Hervé Sauvage et Jean-Christophe Vaillant
- Son : Antoine Ouvrier
- Montage : Andrée Davanture
- Musique : Olivier Lebé
- Production : Ciné B - Hachette Première - Les Films Alain Sarde
- Distribution (France) : Rézo Films
- Pays :  France
- Durée : 85 minutes
- Date de sortie : France - 19 juillet 2000

## Distribution
- Stanislas Merhar : Franck Spadone
- Monica Bellucci : Laura
- Carlo Brandt : Ferdinand
- Antoine Fayard : Pablo
- Christophe Le Masne : Bruno
- Jean-Claude Lecas : Jean
- Patrick Sueur : Henri
- Barbara Roig : Isabelle
- Meyer Bokobza : Osmuth
- Dominique Besnehard : l'expert
- Frankie Pain : la mère de Franck
- Pierre Baux
- Dimitri Storoge

## Sélection
- Mostra de Venise 1999 (Semaine de la critique)[1]